# Taça Alexandre Queiroz de Oliveira
Foi um amistoso entre Cruzeiro e Mamoré na pré-temporada, antes da estreia no Campeonato Mineiro 2012.
Para esta partida foi feito um troféu com o nome de Alexandre Queiroz de Oliveira, comerciante de Patos de Minas e filho de um ex-presidente da URT, arquirrival do Mamoré. O Cruzeiro venceu a partida e levou o trofeu.

## Equipes participantes
| Clubes Participantes               |
| ---------------------------------- |
| 1ª Colocado Cruzeiro Esporte Clube |
| 2º Colocado Esporte Clube Mamoré   |

## Súmulas
- MAMORÉ 1 X 2 CRUZEIRO

Data: 28/01/2012
Motivo: Amistoso
Local: Estádio Bernardo Rumbiger de Queiroz, em Patos de Minas-MG
Árbitro: Adriano Alves de Oliveira (FMF)
Gols: Wellington Paulista, aos 22 min. e aos 28 min. do 1º tempo; Jonatan, aos 27 min. do 2º tempo
Mamoré: Thiago Vanderson, Ricardo (Diego Gomes), Paulinho, Jônatan (Diego Rafael) e Machado; Tiago Carvalho (Robertinho), Raner, Marcelinho, Vasconcelos (Léo Guerreiro) e Jouberth (Charles); Maxwel (Jonatan) e Evandro (Thiago Pitbull) Técnico: Eric Moura
Cruzeiro: Rafael, Diego Renan (Jackson), Léo, Victorino e Gilson; Leandro Guerreiro, Amaral (Wallyson), Marcelo Oliveira (Everton) e Montillo; Wellington Paulista (Elber) e Anselmo Ramon (Bobô) Técnico: Vágner Mancini
Cartões amarelos: Raner; Tiago Carvalho, Paulinho e Jonatan (Mamoré); Diego Renan Jackson e Amaral (Cruzeiro)

## Campeão
| Taça Alexandre Queiroz de Oliveira |
| ---------------------------------- |
| CRUZEIRO Campeão (1º título)       |